# Ermonela Jaho
Ermonela Jaho, née à Tirana en 1974, est une soprano albanaise et italienne.

## Biographie
Elle commence l'étude du chant à six ans. Elle fait ses études au Liceu Artistik Jordan Misja à Tirana. En 1992, elle entre à l'Académie des arts de Tirana pour un an. Elle remporte une compétition organisée par la soprano italienne Katia Ricciarelli en Albanie. Elle s'installe en Italie, étudie à l'académie de Mantoue. Elle poursuit ses études musicales à l'académie nationale Sainte-Cécile de Rome.
Comme Maria Callas, elle pense qu'un opéra est une pièce de théâtre chantée et doit comporter des jeux de scène.

### Vie personnelle
Elle passe 18 ans en Italie. Elle est actuellement domiciliée à New-York. Elle vit avec Ervin Stafa, ingénieur informaticien,.

## Carrière
À dix sept ans, Jaho débute sur scène à La Fenice de Venise, dans le rôle de Mimi (La Bohème de Puccini). Elle interprète ensuite Susanna (Les Noces de Figaro). À Trieste, elle est Micaela (Carmen). Sa première représentation sur scène hors d'Italie a lieu au festival de Wexford en Irlande, où elle chante Sapho de Massenet et La Pucelle d'Orléans de Tchaïkovski. En Allemagne, elle débute dans le rôle de Norina (Don Pasquale) à Munich ; elle interprète Susanna à Genève et en France, au Capitole de Toulouse. Aux États-Unis, elle débute dans Mimi (La Bohème) avec le Michigan Opera Theater.
À partir de 2009, sa carrière devient internationale, elle est saluée par la critique. Elle chante dans La rondine de Puccini à Trieste, Micaela (Carmen) à Glyndebourne et aux Chorégies d'Orange, La traviata à Berlin et à Lyon. En 2009, elle est Liù (Turandot) à Philadelphie, Vitellia (La Clémence de Titus) à Avignon, Manon à Marseille, Anna Bolena à Paris (Théâtre des Champs-Élysées), et à Lyon.
En octobre 2010, elle chante le rôle-titre de Thaïs (Jules Massenet) à l'opéra de Toulon. En avril 2011, elle est Luisa dans Luisa Miller de Verdi à l'opéra de Lyon, dans une mise en scène de David Alden.
En octobre 2013, elle tient le rôle-titre de La Vestale (Spontini) au Théâtre des Champs-Élysées. Pour l'ouverture de la saison 2013/2014 à l'opéra du Grand Avignon, elle reprend Cio-Cio-San dans Madame Butterfly (Puccini), sous la direction de Mireille Laroche.
En septembre 2014, elle est Violetta dans La traviata de Giuseppe Verdi à l'Opéra Bastille et, en octobre, donne un récital salle Cortot accompagnée par le pianiste Genc Tukiçi.
En septembre 2015, elle chante le rôle-titre de Madame Butterfly à l'Opéra Bastille.
En janvier 2016, elle est Desdemona (Desdémone) dans Otello (Verdi) au Gran Teatre del Liceu à Barcelone. En juillet de la même année, elle interprète de nouveau le rôle de Cio-Cio-San dans Madame Butterfly aux Chorégies d'Orange. Elle remplace au pied levé la soprano allemande Diana Damrau, souffrante, pour le rôle de Violetta dans La traviata aux côtés de Placido Domingo et de Francesco Meli.
En février 2017, elle est à nouveau Violetta dans La traviata de Verdi au Sydney Opera House, aux côtés de José Carbó (Giorgio Germont) et Ho-Yoon Chung (Alfredo Germont).

## Voix
Ermonela Jaho possède une voix de soprano lyrique, aux aigus puissants et soutenus, maîtrisés, et une facilité dans le suraigu. Elle a une excellente diction. Ces particularités et ses jeux de scène sont dans le rôle de Violetta.

## Critiques
The Economist la qualifie de « [cantatrice] la plus acclamée au monde ».
Pour le Financial Times : « Ermonela Jaho throws heart and soul into her singing... Don't even try to resist » (« Ermonela Jaho se livre corps et âme dans son chant… N'essayez même pas de résister »).
The Guardian écrit que Jaho est « une des grandes interprètes du vérisme ».

## Distinctions
- International Opera Award dans la catégorie « prix des lecteurs » (2016)[9].

## Répertoire
(Principaux rôles)
- Mimi - La Bohème - Giacomo Puccini
- Cio-Cio-San - Madame Butterfly - Giacomo Puccini - (à Cologne)
- Liù - Turandot - Giacomo Puccini
- Susanna - Les Noces de Figaro - Wolfgang Amadeus Mozart
- Vitellia - La Clémence de Titus - Wolfgang Amadeus Mozart
- Micaela - Carmen - Georges Bizet
- Norina - Don Pasquale - Gaetano Donizetti
- Adina - L'Elixir d'amour - Gaetano Donizetti
- Violetta - La traviata - Giuseppe Verdi
- Manon - Manon - Jules Massenet
- Thaïs - Thaïs- Jules Massenet
- Marguerite - Faust - (à Helsinki)
- Juliette - Roméo et Juliette - Charles Gounod
- Amina - La Somnambule - Vincenzo Bellini
- Giulietta - I Capuleti e i Montecchi - Vincenzo Bellini
- Luisa - Luisa Miller - Giuseppe Verdi

## Prix
Ermonela Jaho a remporté plusieurs compétitions internationales :
- 1997 : Giacomo Puccini à Milan,
- 1998 : Spontini à Ancône,
- 1999 : Zandonai à Rovereto,
- 2000 : Prix du meilleur artiste lyrique au Festival lyrique de Wexford
- 2024 :  Oper Awards !  Meilleure cantatrice.

## Discographie

### DVD
- La Traviata (Verdi) Acteurs: Ermonela Jaho, Charles Castronovo, Placido Domingo, Pamela Helen Stephen, Doctor Grenvil

Format: Blu-ray
Royal Opera House
Soutitrage: Anglais, Français, Japonais 
ASIN : B07X93YLWR & ASIN :  B07X5GD5DC (Blue ray)
- Madama Butterfly (Puccini) Acteurs: Ermonela Jaho, Marcelo Puente, Scott Hendricks, Elizabeth Deshong, Royal Opera Chorus; Direction orchestrale: Pappano.

Format : Blu-ray
Royal Opera House
Sous titrage: Anglais, Français, Allemand, Japonais 
ASIN : B07GVX9BL9

### CD
- Anima Rara

Digipack
Fabricant :  Opéra Rara
Label :  Opéra Rara
ASIN :  B08B7K5C56
- Leoncavallo: Zazby Ermonela Jaho (Maurizio Benini)

Fabricant :  Opéra Rara
- Sapho (Massenet) (Wexford Festival Opera 2001)

Import, Hybride SACD, SACD
Fabricant :  Fone' Jazz
Date de sortie d'origine :  2003
Label :  Fone' Jazz
ASIN :  B00007JGRW

### Sources
- Monique Dautemer, texte de présentation (p. 22), programme de la production de l'opéra Thaïs de Jules Massenet à l'opéra de Toulon, octobre 2010

- (en) Cet article est partiellement ou en totalité issu de l’article de Wikipédia en anglais intitulé « Ermonela Jaho » (voir la liste des auteurs).